# ائمه اربعه

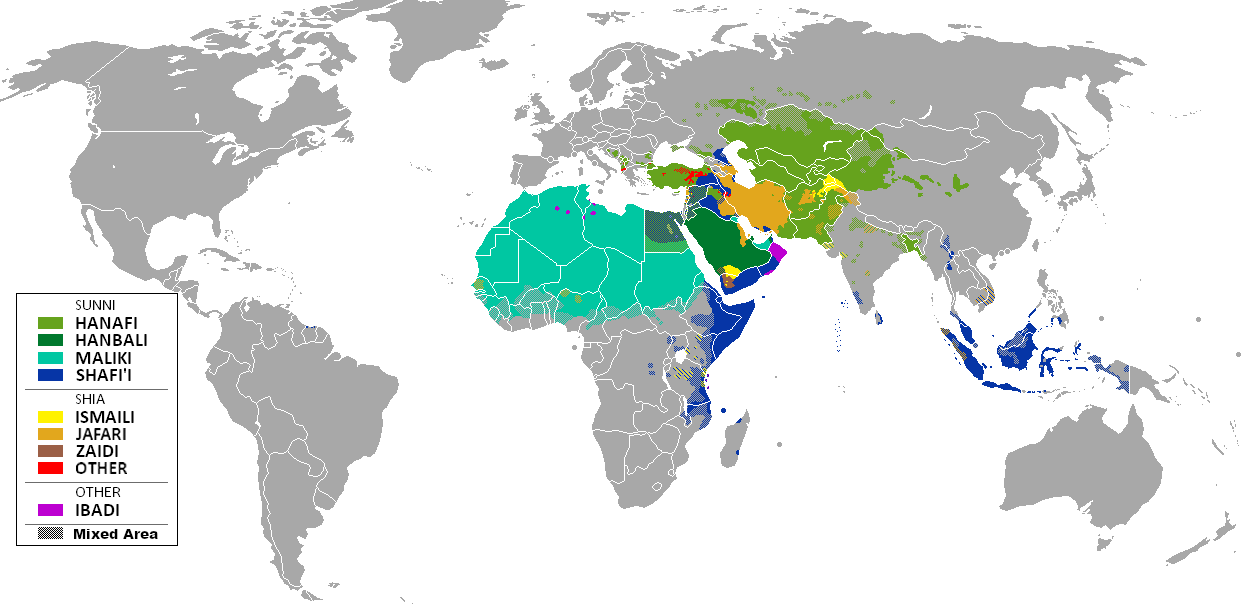
نگاره کشورها بر اساس پیروی آنان از پیشوایان چهارگانه

چهار امام (به عربی: الأئمة الأربعة) یا پیشوایان چهارگانه در میان فقهای اهل سنت، به چهار نفر به عنوان صاحب مذهب و صاحب مکتب گفته می‌شود و بیشتر اهل‌سنت پیرو یکی از این چهار امام هستند. ولی انحصار مذهب و مکتب به این چهار نفر در قرن هفتم هجری رخ داد. در گذشته نزدیک ده مکتب و مذهب در میان اهل‌سنت موجود بود. چهار امام مذکور عبارتند از:
- ابوحنیفه نعمان بن ثابت (۸۰–۱۵۰ هجری) بنیان‌گذار مذهب حنفی
- مالک بن انس (۹۳ – ۱۷۹ هجری): بنیان‌گذار مذهب مالکی
- محمد بن ادریس شافعی (۱۵۰–۲۰۴ هجری): بنیان‌گذار مذهب شافعی
- احمد بن حنبل (۱۶۴–۲۴۱ هجری): بنیان‌گذار مذهب حنبلی

این چهار مذهب در عین حال که در فروع دین با هم اختلاف دارند، عقاید هم را قبول داشته و در ارکان اسلام دارای یک دیدگاه هستند. برخلاف اهل سنت، شیعیان در طول تاریخ در اصل امامت (مختص شیعیان) اختلافات زیادی با هم داشته‌اند و همین باعث ایجاد فرقه‌های زیادی مانند اثنی عشری، اسماعیلیه، زیدیه، کیسانیه و فرقه‌های شیعه دیگر شده‌است.